# ديفيد أليكساندر فينتر
ديفيد أليكساندر فينتر (بالهولندية: David Alexandre Winter)‏ هو مغني ومغن مؤلف هولندي، ولد في 4 أبريل 1943 في أمستردام في هولندا.

## وصلات خارجية
- ديفيد أليكساندر فينتر على موقع IMDb (الإنجليزية)
- ديفيد أليكساندر فينتر على موقع ألو سيني (الفرنسية)
- ديفيد أليكساندر فينتر على موقع ميوزك برينز (الإنجليزية)
- ديفيد أليكساندر فينتر على موقع أول ميوزيك (الإنجليزية)
- ديفيد أليكساندر فينتر على موقع ديسكوغز (الإنجليزية)
- ديفيد أليكساندر فينتر على موقع قاعدة بيانات الفيلم (الإنجليزية)